# Operación Triunfo 2018: Gala OT a Eurovisión
Die Sendung Operación Triunfo 2018: Gala OT a Eurovisión fand am 20. Januar 2019 statt und war die spanische Vorentscheidung für den Eurovision Song Contest 2019 in Israel, Tel Aviv. Es war eine spezielle Gala-Sendung der spanischen Castingshow Operación Triunfo.
Gewonnen wurde sie vom Sänger Miki mit seinem Lied La venda, welches von Adrià Salas geschrieben wurde.

## Format

### Konzept
Anders als im Vorjahr, konnten 2019 alle 16 Teilnehmer der Castingshow an der Eurovision-Gala teilnehmen. Erneut konnten diese dann als Solokünstler, Duo oder Gruppe auftreten. Zehn Beiträge nahmen dann an der Sendung im Januar 2019 teil. Der Sieger wurde, wie schon im Vorjahr, zu 100 % per Televoting entschieden.

### Jury
Am 11. Januar 2019 wurde bekannt, dass es bei der Sendung ebenfalls eine vierköpfige Jury gibt. Allerdings kritisierte diese nur die Auftritte und hatte somit kein Stimmrecht. Die Jury bestand aus folgenden Personen:
- Manuel Martos
- Pastora Soler (Spanische Vertreterin beim Eurovision Song Contest 2012)
- Tony Aguilar (Spanischer Eurovision-Kommentator)
- Doron Medalie (Komponist des Siegertitels 2018 Toy)

### Beitragswahl
Vom 1. November 2018 bis zum 15. November 2018 konnten Beiträge bei RTVE eingereicht werden. Es gab dabei die Regel, dass die Texte der Lieder zu 100 % auf Spanisch gesungen werden müssen. Ebenfalls konnte angegeben werden, welcher der 16 Teilnehmer das Lied singen soll. Diese Angabe ist allerdings nicht bindend. Am 16. November 2018 gab RTVE dann bekannt, dass der Sender insgesamt 953 Lieder erhalten hat, was 700 mehr sind als im Vorjahr. Ein fünf Personen Komitee, bestehend aus einem Mitglied des spanischen OGAE Fan Clubs, einem Mitglied des AEV Fan Clubs, einem Mitglied von RTVE und zwei Mitgliedern der spanischen Musikindustrie, werden nun zehn Lieder aussuchen, die für das Online-Voting bereitgestellt werden.
Neben der öffentlichen Ausschreibung, hat RTVE auch Komponisten der Produktionsfirma der Castingshow Gestmusic beauftragt, Lieder für den Vorentscheid einzureichen. Am 16. November 2018 wurde bekannt, dass dabei über 100 Lieder eingereicht wurden. Ein fünf Personen Komitee, bestehend aus zwei Personen des RTVE-Managements, einer Person von RTVE und zwei Lehrern der Operación Triunfo's boarding academy, werden nun 10 Lieder für das Online-Voting auswählen.
Die insgesamt 20 ausgewählten Liedern werden dann den 16 Teilnehmern zugeordnet in Solo-, Duett- oder Gruppenform. Nach der Zuordnung, werden die Teilnehmer ihre Lieder produzieren lassen. Die produzierten Lieder werden dann auf der offiziellen Internetseite von RTVE hochgeladen. Die spanischen Zuschauer haben dann zwei Wochen Zeit ihre Favoriten zu bestimmen. Die drei Lieder mit den meisten Stimmen, erhalten einen direkten Startplatz in der Eurovision-Vorentscheidung. Ein fünf Personen Komitee, bestehend aus zwei Personen des RTVE-Managements, einer Person von RTVE und zwei Lehrern der Operación Triunfo's boarding academy, konnten dann bis zu sieben weitere Teilnehmer für die Vorentscheidung auswählen.

## Teilnehmer
Am 11. Dezember 2018 veröffentlichte RTVE die Titel der 17 teilnehmenden Lieder. Von den 18 Teilnehmern der Operación Triunfo 2018 nehmen lediglich 13 an der Sendung teil, da Miki, Sabela und Carlos Right jeweils zwei Lieder erhalten und einige Teilnehmer erneut in Duetten auftreten werden. Die Teilnehmer Dave, Africa, Alfonso, Rodrigo und Luis erhielten dagegen kein Lied.

### Engere Auswahl
Aus dieser Auswahl konnte das Publikum vom 20. Dezember 2018 bis zum 2. Januar 2019 abstimmen, welche drei Lieder direkt die Vorentscheidung erreichen.
Am 3. Januar wurden die Ergebnisse der Internetabstimmung bekanntgegeben, wobei über 190.000 Stimmen eingegangen sind. Die ersten drei Lieder erreichten direkt die Eurovision Gala. Am 4. Januar wurden die restlichen sieben Songs bekanntgegeben, die unabhängig von den Ergebnissen der Internetabstimmung ausgewählt wurden. Somit sind 9 Teilnehmer und 10 Beiträge im Vorentscheid, da zwei Interpreten ein Duett performen die ebenfalls einzeln ein Lied vortragen.
| Platz | Interpret              | Lied Musik (M) und Text (T)                                                         | Sprache  | Übersetzung (inoffiziell)  |
| ----- | ---------------------- | ----------------------------------------------------------------------------------- | -------- | -------------------------- |
| 01.   | María                  | Muérdeme M/T: Juan Suárez, David Feito, Victoria Riba, Nuria Azzouzi, Rosa Martínez | Spanisch | Beiß mich                  |
| 02.   | Noelia                 | Hoy vuelvo a reír otra vez M/T: Jacobo Calderón, Álex Ubago                         | Spanisch | Heute lache ich wieder     |
| 03.   | Natalia                | La clave M/T: Merche, Ander Pérez, Nuria Azzouzi, Rosa Martínez                     | Spanisch | Der Schlüssel              |
| 04.   | Famous                 | No puedo más M/T: Leroy Sánchez, Louis Biancaniello, Nolan Sipe                     | Spanisch | Ich kann es nicht mehr     |
| 05.   | Miki                   | La venda M/T: Adrià Salas                                                           | Spanisch | Die Augenbinde             |
| 06.   | Alba Reche             | ¿Qué será luego? M/T: Aitana López                                                  | Spanisch | Was kommt als nächstes?    |
| 07.   | Marilia                | Todo bien M/T: Sananda, Chris Wahle, Andreas Öhrn, Juan Carlos Fuguet López         | Spanisch | Alles gut                  |
| 08.   | Marta                  | Vuelve M/T: Santi Fontclara, Lydia Torrejón                                         | Spanisch | Kommt zurück               |
| 09.   | Miki & Natalia         | Nadie se salva M/T: María Peláe, Nil Moliner, Javi Garabatto                        | Spanisch | Niemand ist gerettet       |
| 10.   | Sabela                 | Hoy soñaré M/T: Jesús Cañadilla, Alejandro de Pinedo                                | Spanisch | Ich werde heute träumen    |
| 11.   | Julia                  | ¿Qué quieres que haga? M/T: David Santisteban, India Martínez                       | Spanisch | Was soll ich für dich tun? |
| 12.   | Carlos Right           | Se te nota M/T: Juan Pablo Isaza, Juan Pablo Villamil                               | Spanisch | Du kannst es spüren        |
| 13.   | Damion                 | Sale M/T: Víctor Arbelo, Adri Mena                                                  | Spanisch | Es geht raus               |
| 14.   | Sabela                 | Dímelo de frente M/T:                                                               | Spanisch | Sag es mir direkt          |
| 15.   | Carlos Right           | Nunca fui M/T: Lolo Álvarez                                                         | Spanisch | Ich war nie                |
| 16.   | Joan Garrido & Marilia | A tu lado M/T: Ángel Reyero, Fernando Fú                                            | Spanisch | An deiner Seite            |
| 17.   | Miki                   | El equilibrio M/T:                                                                  | Spanisch | Das Gleichgewicht          |

 Kandidat hat sich durch die Jury für die Eurovision Gala qualifiziert.
 Kandidat hat sich durch das Voting für die Eurovision Gala qualifiziert.

## Eurovision Gala
Die Eurovision Gala fand am 20. Januar 2019 um 22:05 Uhr (MEZ) statt. Zehn Teilnehmer nahmen an dieser teil, die nach ihren Auftritten jeweils von einer Jury bewertet wurden. Gewonnen wurde die Gala von Miki und seinem Lied La venda.
Als Pausenfüller trat Eleni Foureira mit Fuego und Tomame auf.
| Platz | Startnr. | Interpret      | Lied Musik (M) und Text (T)                                                         | Sprache  | Übersetzung (inoffiziell)  | Televoting |
| ----- | -------- | -------------- | ----------------------------------------------------------------------------------- | -------- | -------------------------- | ---------- |
| 1.    | 06       | Miki           | La venda M/T: Adrià Salas                                                           | Spanisch | Die Augenbinde             | 34 %       |
| 2.    | 10       | María          | Muérdeme M/T: Juan Suárez, David Feito, Victoria Riba, Nuria Azzouzi, Rosa Martínez | Spanisch | Beiß mich                  | 22 %       |
| 3.    | 09       | Miki & Natalia | Nadie se salva M/T: María Peláe, Nil Moliner, Javi Garabatto                        | Spanisch | Niemand ist gerettet       | 14 %       |
| 4.    | 07       | Noelia         | Hoy vuelvo a reír otra vez M/T: Jacobo Calderón, Álex Ubago                         | Spanisch | Heute lache ich wieder     | 07 %       |
| 5.    | 04       | Natalia        | La clave M/T: Merche, Ander Pérez, Nuria Azzouzi, Rosa Martínez                     | Spanisch | Der Schlüssel              | 06 %       |
| 6.    | 01       | Marilia        | Todo bien M/T: Sananda, Chris Wahle, Andreas Öhrn, Juan Carlos Fuguet López         | Spanisch | Alles gut                  | 06 %       |
| 7.    | 03       | Famous         | No puedo más M/T: Leroy Sánchez, Louis Biancaniello, Nolan Sipe                     | Spanisch | Ich kann es nicht mehr     | 05 %       |
| 8.    | 05       | Julia          | ¿Qué quieres que haga? M/T: David Santisteban, India Martínez                       | Spanisch | Was soll ich für dich tun? | 03 %       |
| 9.    | 02       | Sabela         | Hoy soñaré M/T: Jesús Cañadilla, Alejandro de Pinedo                                | Spanisch | Ich werde heute träumen    | 02 %       |
| 10.   | 08       | Carlos Right   | Se te nota M/T: Juan Pablo Isaza, Juan Pablo Villamil                               | Spanisch | Du kannst es spüren        | 01 %       |